# 楔尾绿鸠
楔尾绿鸠（学名：Treron sphenura）为鸠鸽科绿鸠属的鸟类，俗名歌绿鸠。分布于印度、中南半岛至印度尼西亚以及中国大陆的四川、西藏、云南、广西、湖北等地，主要栖息于山区阔叶林或混交林。该物种的模式产地在喜马拉雅山脉地区。

## 保护
- 中国国家重点保护动物等级：二级

## 亚种
- 楔尾绿鸠指名亚种（学名：Treron sphenura sphenura）。分布于克什米尔地区至缅甸、马来半岛、中南半岛、印度尼西亚以及中国大陆的四川、西藏、云南、广西、湖北等地。该物种的模式产地在喜马拉雅山脉地区。[3]
- 楔尾绿鸠云南亚种（学名：Treron sphenura yunnanensis）。在中国大陆，分布于云南、西藏等地。该物种的模式产地在云南西南部。[4]